# Червоностебловик Шребера
Плевроцій Шребера (Pleurozium schreberi) — вид листкостеблових мохів родини гілокомієві (Hylocomiaceae). Звичайний в Україні вид — характерний компонент мохового покриву зеленомохових лісів. Рослина утворює нещільні зелені або жовто-зелені блискучі дернини, місцями килими.

## Поширення
Поширений у хвойних лісах Голарктики і лише з одиничними місцезнаходженнями у горах Південної Америки.

## Опис
Стебло має лежачу основу, від неї вище стає висхідним або прямостоячим і досягає 10-15 см завдовжки. Стебло правильно перисторозгалужене, з тупими здутими або довгими тонкими гілками, з ризоїдами. Знявши листки, можна побачити коричнево-червоне стебло, що є характерною ознакою виду. Листки, за формою, досить різноманітні. Стеблові листки черепичасті, дуже жолобчасто опуклі, злегка поздовжньоскладчасті, із ледь звуженою жовтою або оранжево-червоною основою. На верхівці листки заокруглені і тупі. Жилка тонка і коротка, подвійна або взагалі відсутня. Клітини листка вузьколінійні, вгорі ромбічні, внизу у вушках квадратні або багатокутні, жовті або оранжеві. Листки на гілках іншої форми — значно вужчі, довгі або ланцетні, загострені до верхівки. Коробочки (утворюються рідко) нахилені, здебільшого циліндричні, переважно на червоній ніжці, з подвійним перистомом.

## Назва
Вид названий у честь німецького лікаря та натураліста XVIII століття Йоганна Шребера.